# David Patrick Russell
David Patrick Hamilton Russell (* 6. November 1938; † 17. August 2014 in Kapstadt) war ein südafrikanischer anglikanischer Bischof und Anti-Apartheidsaktivist.

## Leben
Russell studierte an der Universität Kapstadt, wo er einen Bachelor machte, und anschließend an der University of Oxford. Nach seinem Master-Abschluss dort folgten eine Priesterausbildung am College of the Resurrection in Mirfield und eine Promotion in Religionswissenschaft mit dem Schwerpunkt christliche Ethik in Kapstadt. 1965 wurde er ordiniert und Kaplan.
1977 wurde Russell aufgrund seiner Arbeit für Migranten für fünf Jahre unter Hausarrest gestellt. Nachdem er sich 1980 dem Hausarrest widersetzt und an einer anglikanischen Synode teilgenommen hatte, wurde er zu dreieinhalb Jahren Gefängnis verurteilt und für zweieinhalb Jahre von seinem Amt suspendiert. Seine Haftzeit sollte er im Pollsmoor Prison in Kapstadt verbringen, aufgrund eines Berufungsantrages seines Anwalts wurde er jedoch auf Kaution entlassen. 1986/87 war er Suffraganbischof, von 1987 an der 12. Bischof von Grahamstown, von 1986 bis 2004 war er Mitglied der Bischofskonferenz von Südafrika. Im Jahr 2000 wurde er zum Dekan der Kirchenprovinz Südafrika gewählt. Nach seiner Pensionierung 2004 war Russell in einer christlichen Nichtregierungsorganisation tätig.
Russell war verheiratet und wurde Vater zweier Söhne.

## Auszeichnungen
Russell erhielt 2011 von Präsident Jacob Zuma den Order of the Baobab in Silber.